# هیگینز لیک (میشیگان)
هیگینز لیک (به انگلیسی: Higgins Lake) یک منطقهٔ مسکونی در ایالات متحده آمریکا است که در شهرستان راسکومون، میشیگان واقع شده‌است.